# Kruidkersmot
De kruidkersmot (Eidophasia messingiella) is een vlinder uit de familie koolmotten (Plutellidae). De wetenschappelijke naam is voor het eerst geldig gepubliceerd in 1840 door Fischer von Roslerstamm.
De soort komt voor in Europa.